# Distretto di Vyšhorod
Il distretto di Vyšhorod (in ucraino Вишгородський район?, Vyšhorods'kyj rajon) è uno dei distretti dell'oblast' di Kiev, nell'Ucraina settentrionale al confine con la Bielorussia, con capoluogo la città di Vyšhorod. Comprende inoltre l'exclave di Slavutyč, sita geograficamente nell'oblast' di Černihiv.

## Geografia fisica
Il distretto è compreso nella parte meridionale della Polesia lungo il confine con la Bielorussia. Il territorio del distretto è attraversato da numerosi fiumi tra cui i maggiori sono: Desna, Dnepr, Irpin', Teteriv e Zdvyž.

## Storia

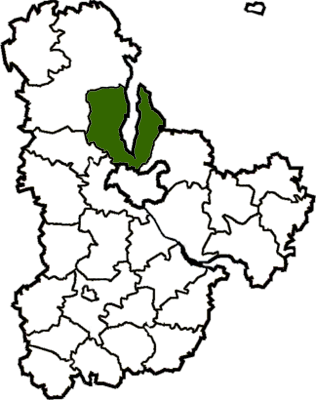
L'area occupata dal distretto nell'Oblast' di Kiev prima del 2020.

Il distretto fu istituito il 12 aprile 1973 attraverso lo scorporo di alcune porzioni di territorio dai distretti di Ivankiv e Kiev-Svjatošyn. Successivamente si è espanso significativamente nell'ambito della riforma amministrativa del 2020 assorbendo i distretti di Ivankiv e Polis'ke.

## Suddivisioni amministrative
Il distretto comprende sette hromada di cui due di tipo urbano, tre di insediamento e due rurali:
- Dymer
- Ivankiv
- Petrivci
- Pirnove
- Polis'ke
- Slavutyč
- Vyšhorod
- Zona di alienazione

Le principali città del distretto sono: Vyšhorod, Slavutyč ed Ivankiv.